# Partecipanti alla Super 8 Classic 2024
Elenco dei partecipanti alla Super 8 Classic 2024.
La Super 8 Classic 2024 è stata la tredicesima edizione della corsa. Alla competizione presero parte 22 squadre: 12 con licenza UCI World Tour 2024, 9 UCI ProTeam e 1 UCI Continental Team.
Accreditati alla partenza 152 ciclisti.

## Corridori per squadra
Nota: R ritirato, NP non partito, FT fuori tempo, SQ squalificato
| Lotto Dstny           | Lotto Dstny        | Lotto Dstny       | Alpecin-Deceuninck      | Alpecin-Deceuninck      | Alpecin-Deceuninck      | Intermarché-Wanty         | Intermarché-Wanty         | Intermarché-Wanty         |
| --------------------- | ------------------ | ----------------- | ----------------------- | ----------------------- | ----------------------- | ------------------------- | ------------------------- | ------------------------- |
| N°                    | Ciclista           | Clas.             | N°                      | Ciclista                | Clas.                   | N°                        | Ciclista                  | Clas.                     |
| 1                     | Florian Vermeersch | 14°               | 11                      | Jasper Philipsen        | 97°                     | 21                        | Biniam Girmay             | 55°                       |
| 2                     | Cédric Beullens    | R                 | 12                      | Samuel Gaze             | 70°                     | 22                        | Vito Braet                | 43°                       |
| 3                     | Jasper De Buyst    | 71°               | 13                      | Ramses Debruyne         | 104°                    | 23                        | Dries De Pooter           | R                         |
| 4                     | Sébastien Grignard | 82°               | 14                      | Tibor Del Grosso        | 15°                     | 24                        | Laurenz Rex               | 7°                        |
| 5                     | Liam Slock         | 48°               | 15                      | Senne Leysen            | 89°                     | 25                        | Mike Teunissen            | 9°                        |
| 6                     | Lionel Taminiaux   | 22°               | 16                      | Oscar Riesebeek         | 95°                     | 26                        | Taco van der Hoorn        | 85°                       |
| 7                     | Brent Van Moer     | 66°               | 17                      | Edward Planckaert       | 96°                     | 27                        | Roel Sintmaartensdijk     | 93°                       |
| Soudal Quick-Step     | Soudal Quick-Step  | Soudal Quick-Step | Arkéa-B&B Hotels        | Arkéa-B&B Hotels        | Arkéa-B&B Hotels        | Lidl-Trek                 | Lidl-Trek                 | Lidl-Trek                 |
| N°                    | Ciclista           | Clas.             | N°                      | Ciclista                | Clas.                   | N°                        | Ciclista                  | Clas.                     |
| 31                    | Julian Alaphilippe | 69°               | 41                      | Jenthe Biermans         | 26°                     | 51                        | Edward Theuns             | 29°                       |
| 32                    | Gil Gelders        | 35°               | 42                      | Amaury Capiot           | 27°                     | 52                        | Tim Declercq              | 80°                       |
| 33                    | Antoine Huby       | R                 | 43                      | Florian Sénéchal        | R                       | 53                        | Fabio Felline             | 77°                       |
| 34                    | Yves Lampaert      | 98°               | 44                      | Vincenzo Albanese       | 103°                    | 54                        | Jacopo Mosca              | 64°                       |
| 35                    | Ilan Van Wilder    | 13°               | 45                      | Mathis Le Berre         | 68°                     | 55                        | Toms Skujiņš              | 11°                       |
| 36                    | Pieter Serry       | R                 | 46                      | Matis Louvel            | 105°                    | 56                        | Natnael Tesfatsion        | 101°                      |
| 37                    | Warre Vangheluwe   | 100°              | 47                      | Clément Venturini       | 62°                     | 57                        | Otto Vergaerde            | 72°                       |
| Movistar Team         | Movistar Team      | Movistar Team     | Red Bull-Bora-Hansgrohe | Red Bull-Bora-Hansgrohe | Red Bull-Bora-Hansgrohe | Team DSM-Firmenich PostNL | Team DSM-Firmenich PostNL | Team DSM-Firmenich PostNL |
| N°                    | Ciclista           | Clas.             | N°                      | Ciclista                | Clas.                   | N°                        | Ciclista                  | Clas.                     |
| 61                    | Alex Aranburu      | 57°               | 71                      | Jordi Meeus             | 19°                     | 81                        | Enzo Leijnse              | 88°                       |
| 62                    | Davide Cimolai     | 18°               | 72                      | Marco Haller            | R                       | 82                        | Nils Eekhoff              | R                         |
| 63                    | Johan Jacobs       | 37°               | 73                      | Roger Adrià             | 5°                      | 83                        | Niklas Märkl              | NP                        |
| 64                    | Mathias Norsgaard  | 44°               | 74                      | Emil Herzog             | 102°                    | 84                        | Tobias Lund Andresen      | 31°                       |
| 65                    | Carlos Canal       | 12°               | 75                      | Ryan Mullen             | R                       | 85                        | Timo Roosen               | R                         |
| 66                    | Manlio Moro        | 92°               | 76                      | Nico Denz               | R                       | 86                        | Julius van den Berg       | 67°                       |
| 67                    | Gonzalo Serrano    | 25°               | 77                      | Danny van Poppel        | 45°                     | 87                        | Axel Källberg             | R                         |
| Team Jayco AlUla      | Team Jayco AlUla   | Team Jayco AlUla  | UAE Team Emirates       | UAE Team Emirates       | UAE Team Emirates       | Cofidis                   | Cofidis                   | Cofidis                   |
| N°                    | Ciclista           | Clas.             | N°                      | Ciclista                | Clas.                   | N°                        | Ciclista                  | Clas.                     |
| 91                    | Caleb Ewan         | R                 | 101                     | Juan Sebastián Molano   | 30°                     | 111                       | Piet Allegaert            | 94°                       |
| 92                    | Luke Durbridge     | R                 | 102                     | Rui Oliveira            | 3°                      | 112                       | Stanisław Aniołkowski     | 34°                       |
| 93                    | Anders Foldager    | 41°               | 103                     | Filippo Baroncini       | 1°                      | 113                       | Bryan Coquard             | 20°                       |
| 95                    | Kelland O'Brien    | 46°               | 104                     | Anže Ravbar             | NP                      | 114                       | Nolann Mahoudo            | R                         |
| 96                    | Blake Quick        | R                 | 105                     | Álvaro Hodeg            | R                       | 115                       | Christophe Noppe          | R                         |
|                       |                    |                   | 106                     | Vegard S. Laengen       | 83                      | 116                       | Stefano Oldani            | 28°                       |
| 107                   | Tim Wellens        | 63°               | 117                     | Ludovic Robeet          | R                       |                           |                           |                           |
| Bingoal WB            | Bingoal WB         | Bingoal WB        | Israel-Premier Tech     | Israel-Premier Tech     | Israel-Premier Tech     | Tudor Pro Cycling Team    | Tudor Pro Cycling Team    | Tudor Pro Cycling Team    |
| N°                    | Ciclista           | Clas.             | N°                      | Ciclista                | Clas.                   | N°                        | Ciclista                  | Clas.                     |
| 121                   | Floris De Tier     | 60°               | 131                     | Pascal Ackermann        | R                       | 141                       | Matteo Trentin            | 6°                        |
| 122                   | Kenneth Van Rooy   | R                 | 132                     | Guillaume Boivin        | 47°                     | 142                       | Tom Bohli                 | R                         |
| 123                   | Jens Reynders      | R                 | 133                     | Mads Würtz Schmidt      | 32°                     | 143                       | Jacob Eriksson            | R                         |
| 124                   | Marco Tizza        | 54°               | 134                     | Michael Schwarzmann     | R                       | 144                       | Miká Heming               | R                         |
| 125                   | Luca Van Boven     | 99°               | 135                     | Riley Sheehan           | 56°                     | 145                       | Nils Brun                 | 86°                       |
| 126                   | Giacomo Villa      | R                 | 136                     | Jake Stewart            | 8°                      | 146                       | Simon Pellaud             | 50°                       |
| 127                   | Loïc Vliegen       | 84°               | 137                     | Tom Van Asbroeck        | 24°                     | 147                       | Rick Pluimers             | 2°                        |
| Uno-X Mobility        | Uno-X Mobility     | Uno-X Mobility    | Caja Rural-Seguros RGA  | Caja Rural-Seguros RGA  | Caja Rural-Seguros RGA  | Euskaltel-Euskadi         | Euskaltel-Euskadi         | Euskaltel-Euskadi         |
| N°                    | Ciclista           | Clas.             | N°                      | Ciclista                | Clas.                   | N°                        | Ciclista                  | Clas.                     |
| 151                   | Alexander Kristoff | 21°               | 161                     | Daniel Babor            | R                       | 171                       | Jon Aberasturi            | R                         |
| 152                   | Jonas Abrahamsen   | 106°              | 162                     | Tomáš Bárta             | R                       | 172                       | Nicolás Alustiza          | 87°                       |
| 153                   | Anders Johannessen | 53°               | 163                     | David Gonzalez          | 38°                     | 173                       | Xabier Berasategi         | 23°                       |
| 154                   | Tord Gudmestad     | 91°               | 164                     | Julen Arriola-Bengoa    | 90°                     | 174                       | Gotzon Martín             | R                         |
| 155                   | William Blume Levy | 107°              | 165                     | Joseba López            | 58°                     | 175                       | Xabier Isasa              | 42°                       |
| 156                   | Erik Resell        | 16°               | 166                     | Eduard Prades           | 36°                     | 176                       | Andoni López              | 78°                       |
| 157                   | Rasmus Bøgh Wallin | R                 | 167                     | Gorka Sorarrain         | 51°                     | 177                       | Asier Etxeberria          | R                         |
| TotalEnergies         | TotalEnergies      | TotalEnergies     | Pauwels Sauzen-Bingoal  | Pauwels Sauzen-Bingoal  | Pauwels Sauzen-Bingoal  | Astana Qazaqstan Team     | Astana Qazaqstan Team     | Astana Qazaqstan Team     |
| N°                    | Ciclista           | Clas.             | N°                      | Ciclista                | Clas.                   | N°                        | Ciclista                  | Clas.                     |
| 181                   | Fabien Grellier    | 74°               | 191                     | Yordi Corsus            | R                       | 201                       | Davide Ballerini          | 39°                       |
| 182                   | Geoffrey Soupe     | R                 | 192                     | Kay De Bruyckere        | R                       | 202                       | Cees Bol                  | 49°                       |
| 183                   | Mathieu Burgaudeau | 65°               | 193                     | Kenay De Moyer          | 81°                     | 203                       | Gleb Brusenskij           | 79°                       |
| 184                   | Sandy Dujardin     | 17°               | 194                     | Eli Iserbyt             | R                       | 204                       | Gianmarco Garofoli        | 52°                       |
| 185                   | Émilien Jeannière  | 4°                | 195                     | Wies Nuyens             | R                       | 205                       | Rüdiger Selig             | R                         |
| 186                   | Baptiste Vadic     | R                 | 196                     | Viktor Vandenberghe     | R                       | 206                       | Ivan Smirnov              | R                         |
| 187                   | Mattéo Vercher     | 73°               | 197                     | M. Vanthourenhout       | 75°                     | 207                       | Declan Trezise            | R                         |
| Team Flanders-Baloise |                    |                   |                         |                         |                         |                           |                           |                           |
| N°                    | Ciclista           | Clas.             |                         |                         |                         |                           |                           |                           |
| 211                   | Arno Claeys        | R                 |                         |                         |                         |                           |                           |                           |
| 212                   | Alex Colman        | 59°               |                         |                         |                         |                           |                           |                           |
| 213                   | Lindsay De Vylder  | 40°               |                         |                         |                         |                           |                           |                           |
| 214                   | Lars Craps         | 61°               |                         |                         |                         |                           |                           |                           |
| 215                   | Dylan Vandenstorme | 10°               |                         |                         |                         |                           |                           |                           |
| 216                   | Yentl Vandevelde   | 76°               |                         |                         |                         |                           |                           |                           |
| 217                   | Ward Vanhoof       | 33°               |                         |                         |                         |                           |                           |                           |